# Polioptila lactea
Polioptila lactea е вид птица от семейство Polioptilidae. Видът е почти застрашен от изчезване. Среща се в Аржентина, Бразилия и Парагвай.

## Разпространение
Видът е разпространен в Аржентина, Бразилия и Парагвай.